# Pelomyia grisecoxa
Pelomyia grisecoxa är en tvåvingeart som beskrevs av Foster och Wayne N. Mathis 2003. Pelomyia grisecoxa ingår i släktet Pelomyia och familjen Canacidae. Inga underarter finns listade i Catalogue of Life.